# 李伯生 (嘉靖進士)
李伯生（1523年—？年），字子元，號存斋，四川重慶府巴縣人，軍籍，

## 生平
治《易經》，由縣學增廣生中式四川鄉試第五十四名舉人，會試中式第三百八十九名。年三十一歲中式嘉靖三十二年癸丑科第三甲第一百五十七名進士。礼部观政，授浙江余姚知县，调江西新城县，再调涞水县，升南
大理寺评事。四十二年四月考察不職去官。

## 家族
曾祖李本良；祖李英；父李茂松；母王氏。具慶下，妻王氏，兄李肇生。